# (7695) Přemysl
(7695) Přemysl – planetoida z pasa głównego asteroid okrążająca Słońce w ciągu 3 lat i 177 dni w średniej odległości 2,3 j.a. Została odkryta 27 listopada 1984 roku w Obserwatorium Kleť w pobliżu Czeskich Budziejowic przez Antonína Mrkosa. Nazwa planetoidy pochodzi od Přemysla Oráča, legendarnego czeskiego księcia, założyciela dynastii Przemyślidów. Przed jej nadaniem planetoida nosiła oznaczenie tymczasowe (7695) 1984 WA1.